# Lista över fornlämningar i Jönköpings kommun (Ödestugu)
Lista över fornlämningar i Jönköpings kommun (Ödestugu) är en förteckning av ett urval av de fornlämningar som finns i Bottnaryd i Jönköpings kommun.
| Namn                      | Lämningstyp                 | Tillkomsttid | Historisk indelning | Plats | Läge                 | ID-nr          | Bild                                 |
| ------------------------- | --------------------------- | ------------ | ------------------- | ----- | -------------------- | -------------- | ------------------------------------ |
| Ödestugu 1:1              | Röse                        |              | Ödestugu, Småland   |       | 57.635148, 14.317178 | 10068800010001 | Ladda upp en bild av detta fornminne |
| Ödestugu 2:1              | Röse                        |              | Ödestugu, Småland   |       | 57.634882, 14.318381 | 10068800020001 | Ladda upp en bild av detta fornminne |
| Ödestugu 2:2              | Stenkrets                   |              | Ödestugu, Småland   |       | 57.634853, 14.317735 | 10068800020002 | Ladda upp en bild av detta fornminne |
| Ödestugu 2:3              | Stenkrets                   |              | Ödestugu, Småland   |       | 57.634563, 14.318707 | 10068800020003 | Ladda upp en bild av detta fornminne |
| Ödestugu 2:4              | Grav markerad av sten/block |              | Ödestugu, Småland   |       | 57.634563, 14.318707 | 10068800020004 | Ladda upp en bild av detta fornminne |
| Ödestugu 2:5              | Grav markerad av sten/block |              | Ödestugu, Småland   |       | 57.634563, 14.318707 | 10068800020005 | Ladda upp en bild av detta fornminne |
| Ödestugu 3:1              | Röse                        |              | Ödestugu, Småland   |       | 57.634159, 14.319579 | 10068800030001 | Ladda upp en bild av detta fornminne |
| Ödestugu 3:2              | Stensättning                |              | Ödestugu, Småland   |       | 57.634241, 14.319137 | 10068800030002 | Ladda upp en bild av detta fornminne |
| Ödestugu 3:3              | Stenkrets                   |              | Ödestugu, Småland   |       | 57.634082, 14.319790 | 10068800030003 | Ladda upp en bild av detta fornminne |
| Ödestugu 4:1              | Stensättning                |              | Ödestugu, Småland   |       | 57.633458, 14.317601 | 10068800040001 | Ladda upp en bild av detta fornminne |
| Ödestugu 4:2              | Grav markerad av sten/block |              | Ödestugu, Småland   |       | 57.633601, 14.317558 | 10068800040002 | Ladda upp en bild av detta fornminne |
| Ödestugu 5:1              | Gravfält                    |              | Ödestugu, Småland   |       | 57.632424, 14.322064 | 10068800050001 | Ladda upp en bild av detta fornminne |
| Ödestugu 6:1              | Stensättning                |              | Ödestugu, Småland   |       | 57.632236, 14.324298 | 10068800060001 | Ladda upp en bild av detta fornminne |
| Ödestugu 7:1              | Gravfält                    |              | Ödestugu, Småland   |       | 57.633338, 14.325577 | 10068800070001 | Ladda upp en bild av detta fornminne |
| Ödestugu 8:1              | Röse                        |              | Ödestugu, Småland   |       | 57.635146, 14.311634 | 10068800080001 | Ladda upp en bild av detta fornminne |
| Kungaröset (Ödestugu 9:1) | Röse                        |              | Ödestugu, Småland   |       | 57.633379, 14.310018 | 10068800090001 | Ladda upp en bild av detta fornminne |
| Kungaröset (Ödestugu 9:2) | Röse                        |              | Ödestugu, Småland   |       | 57.633059, 14.309903 | 10068800090002 | Ladda upp en bild av detta fornminne |
| Ödestugu 12:1             | Röse                        |              | Ödestugu, Småland   |       | 57.639597, 14.305479 | 10068800120001 | Ladda upp en bild av detta fornminne |
| Ödestugu 13:1             | Stensättning                |              | Ödestugu, Småland   |       | 57.641938, 14.307352 | 10068800130001 | Ladda upp en bild av detta fornminne |
| Ödestugu 13:2             | Stensättning                |              | Ödestugu, Småland   |       | 57.641956, 14.307157 | 10068800130002 | Ladda upp en bild av detta fornminne |
| Ödestugu 14:1             | Stensättning                |              | Ödestugu, Småland   |       | 57.640993, 14.309540 | 10068800140001 | Ladda upp en bild av detta fornminne |
| Ödestugu 14:2             | Stensättning                |              | Ödestugu, Småland   |       | 57.640909, 14.309753 | 10068800140002 | Ladda upp en bild av detta fornminne |
| Ödestugu 15:1             | Minnesmärke                 |              | Ödestugu, Småland   |       | 57.629011, 14.335361 | 10068800150001 | Ladda upp en bild av detta fornminne |
| Ödestugu 17:1             | Röse                        |              | Ödestugu, Småland   |       | 57.642220, 14.317067 | 10068800170001 | Ladda upp en bild av detta fornminne |
| Ödestugu 17:2             | Röse                        |              | Ödestugu, Småland   |       | 57.641977, 14.317181 | 10068800170002 | Ladda upp en bild av detta fornminne |
| Ödestugu 17:3             | Stensättning                |              | Ödestugu, Småland   |       | 57.642080, 14.317085 | 10068800170003 | Ladda upp en bild av detta fornminne |
| Ödestugu 17:4             | Röse                        |              | Ödestugu, Småland   |       | 57.641455, 14.317179 | 10068800170004 | Ladda upp en bild av detta fornminne |
| Ödestugu 18:1             | Röse                        |              | Ödestugu, Småland   |       | 57.632163, 14.329299 | 10068800180001 | Ladda upp en bild av detta fornminne |
| Ödestugu 18:2             | Stensättning                |              | Ödestugu, Småland   |       | 57.632321, 14.329728 | 10068800180002 | Ladda upp en bild av detta fornminne |
| Ödestugu 19:1             | Stensättning                |              | Ödestugu, Småland   |       | 57.641816, 14.308310 | 10068800190001 | Ladda upp en bild av detta fornminne |
| Ödestugu 21:1             | Gravfält                    |              | Ödestugu, Småland   |       | 57.647080, 14.364005 | 10068800210001 | Ladda upp en bild av detta fornminne |
| Ödestugu 24:1             | Stensättning                |              | Ödestugu, Småland   |       | 57.645949, 14.337110 | 10068800240001 | Ladda upp en bild av detta fornminne |
| Ödestugu 26:1             | Stensättning                |              | Ödestugu, Småland   |       | 57.632193, 14.327422 | 10068800260001 | Ladda upp en bild av detta fornminne |
| Ödestugu 26:2             | Stensättning                |              | Ödestugu, Småland   |       | 57.632460, 14.327666 | 10068800260002 | Ladda upp en bild av detta fornminne |
| Ödestugu 27:1             | Röse                        |              | Ödestugu, Småland   |       | 57.625110, 14.301540 | 10068800270001 | Ladda upp en bild av detta fornminne |
| Ödestugu 28:1             | Gravfält                    |              | Ödestugu, Småland   |       | 57.624642, 14.299918 | 10068800280001 | Ladda upp en bild av detta fornminne |
| Ödestugu 29:1             | Stenkrets                   |              | Ödestugu, Småland   |       | 57.623805, 14.299439 | 10068800290001 | Ladda upp en bild av detta fornminne |
| Ödestugu 31:1             | Stensättning                |              | Ödestugu, Småland   |       | 57.634329, 14.325947 | 10068800310001 | Ladda upp en bild av detta fornminne |
| Ödestugu 34:1             | Röse                        |              | Ödestugu, Småland   |       | 57.623441, 14.302470 | 10068800340001 | Ladda upp en bild av detta fornminne |
| Ödestugu 35:1             | Gravfält                    |              | Ödestugu, Småland   |       | 57.625927, 14.316569 | 10068800350001 | Ladda upp en bild av detta fornminne |
| Ödestugu 38:1             | Gravfält                    |              | Ödestugu, Småland   |       | 57.575351, 14.323157 | 10068800380001 | Ladda upp en bild av detta fornminne |
| Ödestugu 39:1             | Gravfält                    |              | Ödestugu, Småland   |       | 57.576080, 14.322746 | 10068800390001 | Ladda upp en bild av detta fornminne |
| Ödestugu 42:1             | Stensättning                |              | Ödestugu, Småland   |       | 57.602801, 14.330351 | 10068800420001 | Ladda upp en bild av detta fornminne |
| Ödestugu 43:1             | Gravfält                    |              | Ödestugu, Småland   |       | 57.562871, 14.312467 | 10068800430001 | Ladda upp en bild av detta fornminne |
| Ödestugu 44:1             | Gravfält                    |              | Ödestugu, Småland   |       | 57.562529, 14.312727 | 10068800440001 | Ladda upp en bild av detta fornminne |
| Ödestugu 45:1             | Gravfält                    |              | Ödestugu, Småland   |       | 57.562191, 14.311977 | 10068800450001 | Ladda upp en bild av detta fornminne |
| Ödestugu 48:1             | Grav markerad av sten/block |              | Ödestugu, Småland   |       | 57.648445, 14.374662 | 10068800480001 | Ladda upp en bild av detta fornminne |
| Ödestugu 48:2             | Grav markerad av sten/block |              | Ödestugu, Småland   |       | 57.648492, 14.374774 | 10068800480002 | Ladda upp en bild av detta fornminne |
| Ödestugu 48:3             | Grav markerad av sten/block |              | Ödestugu, Småland   |       | 57.648505, 14.374574 | 10068800480003 | Ladda upp en bild av detta fornminne |
| Ödestugu 50:1             | Röse                        |              | Ödestugu, Småland   |       | 57.664235, 14.359909 | 10068800500001 | Ladda upp en bild av detta fornminne |
| Ödestugu 52:1             | Grav markerad av sten/block |              | Ödestugu, Småland   |       | 57.636239, 14.273024 | 10068800520001 | Ladda upp en bild av detta fornminne |
| Ödestugu 54:1             | Röse                        |              | Ödestugu, Småland   |       | 57.626933, 14.287308 | 10068800540001 | Ladda upp en bild av detta fornminne |
| Ödestugu 57:1             | Röse                        |              | Ödestugu, Småland   |       | 57.623950, 14.289117 | 10068800570001 | Ladda upp en bild av detta fornminne |
| Ödestugu 58:1             | Röse                        |              | Ödestugu, Småland   |       | 57.623435, 14.288306 | 10068800580001 | Ladda upp en bild av detta fornminne |
| Ödestugu 59:1             | Stensättning                |              | Ödestugu, Småland   |       | 57.622844, 14.288436 | 10068800590001 | Ladda upp en bild av detta fornminne |
| Ödestugu 60:1             | Gravfält                    |              | Ödestugu, Småland   |       | 57.620529, 14.298379 | 10068800600001 | Ladda upp en bild av detta fornminne |
| Ödestugu 61:1             | Hög                         |              | Ödestugu, Småland   |       | 57.620188, 14.298332 | 10068800610001 | Ladda upp en bild av detta fornminne |
| Ödestugu 61:2             | Stensättning                |              | Ödestugu, Småland   |       | 57.620141, 14.298331 | 10068800610002 | Ladda upp en bild av detta fornminne |
| Ödestugu 61:3             | Stensättning                |              | Ödestugu, Småland   |       | 57.620075, 14.298358 | 10068800610003 | Ladda upp en bild av detta fornminne |
| Ödestugu 62:1             | Grav markerad av sten/block |              | Ödestugu, Småland   |       | 57.621165, 14.297953 | 10068800620001 | Ladda upp en bild av detta fornminne |
| Ödestugu 62:2             | Stensättning                |              | Ödestugu, Småland   |       | 57.621197, 14.297761 | 10068800620002 | Ladda upp en bild av detta fornminne |
| Ödestugu 62:3             | Stensättning                |              | Ödestugu, Småland   |       | 57.621217, 14.297527 | 10068800620003 | Ladda upp en bild av detta fornminne |
| Ödestugu 63:1             | Stensättning                |              | Ödestugu, Småland   |       | 57.607243, 14.299216 | 10068800630001 | Ladda upp en bild av detta fornminne |
| Ödestugu 63:2             | Stensättning                |              | Ödestugu, Småland   |       | 57.607368, 14.299190 | 10068800630002 | Ladda upp en bild av detta fornminne |
| Ödestugu 63:3             | Grav markerad av sten/block |              | Ödestugu, Småland   |       | 57.607163, 14.299262 | 10068800630003 | Ladda upp en bild av detta fornminne |
| Ödestugu 63:4             | Grav markerad av sten/block |              | Ödestugu, Småland   |       | 57.607199, 14.299387 | 10068800630004 | Ladda upp en bild av detta fornminne |
| Ödestugu 64:1             | Stenkrets                   |              | Ödestugu, Småland   |       | 57.606447, 14.289675 | 10068800640001 | Ladda upp en bild av detta fornminne |
| Ödestugu 66:1             | Gravfält                    |              | Ödestugu, Småland   |       | 57.606396, 14.288156 | 10068800660001 | Ladda upp en bild av detta fornminne |
| Ödestugu 67:1             | Gravfält                    |              | Ödestugu, Småland   |       | 57.607099, 14.282242 | 10068800670001 | Ladda upp en bild av detta fornminne |
| Ödestugu 68:1             | Stensättning                |              | Ödestugu, Småland   |       | 57.626173, 14.288029 | 10068800680001 | Ladda upp en bild av detta fornminne |
| Ödestugu 69:1             | Stensättning                |              | Ödestugu, Småland   |       | 57.627457, 14.287249 | 10068800690001 | Ladda upp en bild av detta fornminne |
| Ödestugu 72:1             | Gravfält                    |              | Ödestugu, Småland   |       | 57.604251, 14.233675 | 10068800720001 | Ladda upp en bild av detta fornminne |
| Ödestugu 74:1             | Gravfält                    |              | Ödestugu, Småland   |       | 57.599655, 14.284223 | 10068800740001 | Ladda upp en bild av detta fornminne |
| Ödestugu 75:1             | Grav markerad av sten/block |              | Ödestugu, Småland   |       | 57.588227, 14.276562 | 10068800750001 | Ladda upp en bild av detta fornminne |
| Ödestugu 75:2             | Grav markerad av sten/block |              | Ödestugu, Småland   |       | 57.588308, 14.276665 | 10068800750002 | Ladda upp en bild av detta fornminne |
| Ödestugu 75:3             | Stenkrets                   |              | Ödestugu, Småland   |       | 57.588040, 14.276230 | 10068800750003 | Ladda upp en bild av detta fornminne |
| Ödestugu 76:1             | Stenkrets                   |              | Ödestugu, Småland   |       | 57.587354, 14.274158 | 10068800760001 | Ladda upp en bild av detta fornminne |
| Ödestugu 77:1             | Gravfält                    |              | Ödestugu, Småland   |       | 57.587657, 14.274446 | 10068800770001 | Ladda upp en bild av detta fornminne |
| Ödestugu 78:1             | Gravfält                    |              | Ödestugu, Småland   |       | 57.596491, 14.287060 | 10068800780001 | Ladda upp en bild av detta fornminne |
| Ödestugu 80:1             | Grav markerad av sten/block |              | Ödestugu, Småland   |       | 57.594778, 14.281789 | 10068800800001 | Ladda upp en bild av detta fornminne |
| Ödestugu 80:3             | Grav markerad av sten/block |              | Ödestugu, Småland   |       | 57.594799, 14.281640 | 10068800800003 | Ladda upp en bild av detta fornminne |
| Ödestugu 81:1             | Stensättning                |              | Ödestugu, Småland   |       | 57.591193, 14.281490 | 10068800810001 | Ladda upp en bild av detta fornminne |
| Ödestugu 82:1             | Stensättning                |              | Ödestugu, Småland   |       | 57.591658, 14.281301 | 10068800820001 | Ladda upp en bild av detta fornminne |
| Ödestugu 82:2             | Stenkrets                   |              | Ödestugu, Småland   |       | 57.591521, 14.281264 | 10068800820002 | Ladda upp en bild av detta fornminne |
| Ödestugu 83:1             | Stensättning                |              | Ödestugu, Småland   |       | 57.583355, 14.274513 | 10068800830001 | Ladda upp en bild av detta fornminne |
| Ödestugu 86:1             | Gravfält                    |              | Ödestugu, Småland   |       | 57.642083, 14.200294 | 10068800860001 | Ladda upp en bild av detta fornminne |
| Ödestugu 87:1             | Grav markerad av sten/block |              | Ödestugu, Småland   |       | 57.626019, 14.205584 | 10068800870001 | Ladda upp en bild av detta fornminne |
| Ödestugu 87:2             | Grav markerad av sten/block |              | Ödestugu, Småland   |       | 57.625954, 14.205552 | 10068800870002 | Ladda upp en bild av detta fornminne |
| Ödestugu 89:1             | Gravfält                    |              | Ödestugu, Småland   |       | 57.607229, 14.298779 | 10068800890001 | Ladda upp en bild av detta fornminne |
| Ödestugu 90:1             | Gravfält                    |              | Ödestugu, Småland   |       | 57.587609, 14.236136 | 10068800900001 | Ladda upp en bild av detta fornminne |
| Ödestugu 94:1             | Grav markerad av sten/block |              | Ödestugu, Småland   |       | 57.567194, 14.245003 | 10068800940001 | Ladda upp en bild av detta fornminne |
| Ödestugu 94:2             | Grav markerad av sten/block |              | Ödestugu, Småland   |       | 57.567202, 14.245012 | 10068800940002 | Ladda upp en bild av detta fornminne |
| Ödestugu 97:1             | Stensättning                |              | Ödestugu, Småland   |       | 57.567173, 14.249902 | 10068800970001 | Ladda upp en bild av detta fornminne |
| Ödestugu 98:1             | Röse                        |              | Ödestugu, Småland   |       | 57.568903, 14.251377 | 10068800980001 | Ladda upp en bild av detta fornminne |
| Ödestugu 99:1             | Grav markerad av sten/block |              | Ödestugu, Småland   |       | 57.566722, 14.254986 | 10068800990001 | Ladda upp en bild av detta fornminne |
| Ödestugu 100:1            | Stenkrets                   |              | Ödestugu, Småland   |       | 57.590955, 14.232114 | 10068801000001 | Ladda upp en bild av detta fornminne |
| Ödestugu 101:1            | Stensättning                |              | Ödestugu, Småland   |       | 57.567123, 14.256132 | 10068801010001 | Ladda upp en bild av detta fornminne |
| Ödestugu 101:2            | Stensättning                |              | Ödestugu, Småland   |       | 57.567295, 14.256192 | 10068801010002 | Ladda upp en bild av detta fornminne |
| Ödestugu 101:3            | Stensättning                |              | Ödestugu, Småland   |       | 57.567399, 14.256251 | 10068801010003 | Ladda upp en bild av detta fornminne |
| Ödestugu 101:4            | Grav markerad av sten/block |              | Ödestugu, Småland   |       | 57.567502, 14.256310 | 10068801010004 | Ladda upp en bild av detta fornminne |
| Ödestugu 102:1            | Röse                        |              | Ödestugu, Småland   |       | 57.567720, 14.256411 | 10068801020001 | Ladda upp en bild av detta fornminne |
| Ödestugu 102:2            | Stensättning                |              | Ödestugu, Småland   |       | 57.567846, 14.256444 | 10068801020002 | Ladda upp en bild av detta fornminne |
| Ödestugu 103:1            | Röse                        |              | Ödestugu, Småland   |       | 57.565765, 14.255659 | 10068801030001 | Ladda upp en bild av detta fornminne |
| Ödestugu 104:1            | Grav markerad av sten/block |              | Ödestugu, Småland   |       | 57.556415, 14.295921 | 10068801040001 | Ladda upp en bild av detta fornminne |
| Ödestugu 107:1            | Grav markerad av sten/block |              | Ödestugu, Småland   |       | 57.660512, 14.357715 | 10068801070001 | Ladda upp en bild av detta fornminne |
| Rörbron (Ödestugu 164:1)  | Grav markerad av sten/block |              | Ödestugu, Småland   |       | 57.607354, 14.284374 | 10068801640001 | Ladda upp en bild av detta fornminne |
| Ödestugu 179:1            | Stensättning                |              | Ödestugu, Småland   |       | 57.636865, 14.270989 | 10068801790001 | Ladda upp en bild av detta fornminne |
| Ödestugu 237:1            | Stensättning                |              | Ödestugu, Småland   |       | 57.594623, 14.324390 | 10068802370001 | Ladda upp en bild av detta fornminne |
| Ödestugu 243:1            | Stensättning                |              | Ödestugu, Småland   |       | 57.622309, 14.301240 | 10068802430001 | Ladda upp en bild av detta fornminne |
| Ödestugu 297              | Röse                        |              | Ödestugu, Småland   |       | 57.607190, 14.297256 | 12000000066337 | Ladda upp en bild av detta fornminne |
| Ödestugu 299              | Stensättning                |              | Ödestugu, Småland   |       | 57.607278, 14.297169 | 12000000066339 | Ladda upp en bild av detta fornminne |
| Ödestugu 302              | Stensättning                |              | Ödestugu, Småland   |       | 57.590798, 14.270755 | 12000000066344 | Ladda upp en bild av detta fornminne |
| Ödestugu 313              | Stensättning                |              | Ödestugu, Småland   |       | 57.606680, 14.299714 | 12000000066359 | Ladda upp en bild av detta fornminne |
| Ödestugu 314              | Stensättning                |              | Ödestugu, Småland   |       | 57.627159, 14.294114 | 12000000066360 | Ladda upp en bild av detta fornminne |
| Ödestugu 319              | Stensättning                |              | Ödestugu, Småland   |       | 57.605820, 14.291714 | 12000000066368 | Ladda upp en bild av detta fornminne |